# おらんだ左近秘剣帳
『おらんだ左近秘剣帳』（おらんださこんひっけんちょう）は、1991年7月7日から9月29日までテレビ東京系で放送されたテレビ東京製作の連続テレビ時代劇である。全13話。

## 概要
左近の正体は、尾張大納言・徳川斉朝の実子、斉正。しかし跡目争いに敗れたことでその高貴な身分を捨て、蘭学を修めて、江戸下町のボロ寺・蓮華寺に開いた診療所で一介の町医者として働いている。そして悪に立ち向かって正義の剣を振るう、もう一つの面を持つというおらんだ左近の物語。
小野寺昭主演・東映製作のテレビ時代劇である。フジテレビで放映された『おらんだ左近事件帖』と同じ柴田錬三郎の原作を元に制作された作品。
なお1990年10月7日開始の『月影兵庫あばれ旅』（第2シリーズ）以来、ちょうど1年続いたテレビ東京日曜21時枠の時代劇は、これが最後となった。

## クライマックスでのパターン
とある旗本や大名の屋敷もしくはとある商人の寮で、悪人たち数人2人もしくは3人）が会話をしている。すると、どこからともなく「そうはいかねえ!」との叫び声がして、誰かが庭先に出てみると、「大江戸の、まったき闇の片隅で、確かに聞こえる鬼の声」との声がして、その後、「それ、一匹邪」の声と共に成敗される悪人が一人ずつ映され（この時白字の字幕スーパーで「一匹邪」と表示される）、最後の一人になると「そぉれ、二匹邪（三匹邪）～!」となる。その後、悪人の呼び掛けで左近が登場し、さらに悪人たちから「貴様、何者だ! その面を取れ!」との呼び掛けに左近が、「人を斬ろうと言うからには、名乗らぬ訳にはいくめえ」と、被っていた天狗の面を外し、「人呼んでおらんだ左近、尾張大納言が一子、徳川斉正！」と自らの氏素姓を名乗る。すると悪人の一人が左近の着物の紋所（丸に仁）を見て、「その方、葵の紋所ではないのか。徳川斉正だと言う証拠でもあるのか」と聞くと、左近は「そんなものはねえ!」と突っぱねる。そして悪人が「上様（若しくは将軍家）の縁者を騙る不埒者め！」と、自らの家臣及び悪徳商人に用心棒として雇われた浪人たちを呼び集め、一斉に斬り掛かろうとする。すると左近は「そう来なくちゃいけねぇ!」と手に持っていた天狗の面を捨て「てめえたちに恐れ入られたんじゃ、たたっ斬る訳にはいかねえからよ!」と刀を抜き、悪人たちを斬りに掛かる。そして、「人の楽しみ奪う貴様ら、生かしちゃおけねぇ!」の決め台詞と共に悪人たちを斬りまくり、やがて全ての悪人たちを斬り終わった後、左近は刀を鞘に収め、その場を去る。

## キャスト
- おらんだ左近／徳川斉正：小野寺昭
- おもん（小料理屋の女将）：岡田奈々
- 素走りの佐平次：羽賀研二
- お蘭（大和守の密偵）：大沢逸美
- 春風ひとみ
- 立枝歩
- 春太（左近の助手）：西尾塁
- 風の次郎太（大和守の密偵)：清水健太郎
- お鶴（小料理屋の娘）：加賀千景
- おてる：久仁亮子
- 北畠大和守：寺田農
- 忘念（蓮華寺住職）：小林亜星
- 若林豪

## スタッフ
- 原作：柴田錬三郎
- 脚本：放映リスト参照
- 監督：放映リスト参照
- 音楽：小林亜星
- 殺陣：上野隆三（東映剣会）
- 協力：京都 大覚寺
- 制作：東映、テレビ東京

## 放映リスト
| 話数 | 放送日        | サブタイトル                          | 脚本        | 監督     | ゲスト                                                                                       |
| ---- | ------------- | ------------------------------------- | ----------- | -------- | -------------------------------------------------------------------------------------------- |
| 1    | 1991年7月7日  | 幕府転覆！暗殺絵草子                  | 小川英 ほか | 田中徳三 | 半助：山内としお                                                                             |
| 2    | 1991年7月14日 | 左近に惚れた姫様                      | 本田英郎    | 江崎実生 | 相馬七之介：本田博太郎／相馬の妹・お弓：北原佐和子                                           |
| 3    | 1991年7月21日 | 連続殺人！白髪鬼の謎                  | 小川英      | 江崎実生 | 小田右馬之助：黒部進／頼子：吉川十和子／加納竜                                               |
| 4    | 1991年7月28日 | 偽剣豪涙の大勝負                      | 名倉勲      | 上杉尚祺 | 浪人・望月：苅谷俊介／小普請組・笠原：甲斐道夫                                               |
| 5    | 1991年8月4日  | 血のお札、謎の美人占い師              | 本田英郎    | 上杉尚祺 | 山城屋の宗太：中西健太／同心・杉原森次晃嗣                                                   |
| 6    | 1991年8月11日 | 酔いどれ寅の置土産 最後に見せた母の愛 | 下飯坂菊馬  | 西垣吉春 | 中林算道：草川祐馬／虎之助（碁の名人・酔いどれ寅）：広世克則／虎之助の息子・卯太郎：西野浩史 |
| 7    | 1991年8月18日 | 檜舞台に悪の罠！闇に舞う母子舞        | 飛鳥ひろし  | 西垣吉春 | 旅一座座長・ぼたん：上村香子／船手組頭・犬塚：中野誠也                                       |
| 8    | 1991年8月25日 | 左近を殺しに来た少女                  | 飛鳥ひろし  | 西垣吉春 | お咲：曽根由加                                                                               |
| 9    | 1991年9月1日  | 曼殊沙華の女                          | 小川英 ほか | 牧口雄二 | お袖：剣幸／長谷川屋織部：立川三貴                                                           |
| 10   | 1991年9月8日  | 女房気取り・女スリ命懸けの純情        | 名倉勲      | 平田博志 | 飛騨屋：水上保広／秋田屋：草薙幸二郎／お銀：和田有加                                         |
| 11   | 1991年9月15日 | 大日照り江戸の水戦争                  | 本田英郎    | 平田博志 | 普請奉行・酒井：亀石征一郎／船頭・佐八：綿引勝彦／片山由香                                   |
| 12   | 1991年9月22日 | 騙し騙され浮世草                      | 小川英 ほか | 宮越澄   | おかな：松本友里／上総屋茂平：中井啓輔／上総屋番頭・平助：橋本功                             |
| 13   | 1991年9月29日 | 極楽往生 蓮華寺の秘密                 | 小川英 ほか | 宮越澄   | おくめ：白木万理                                                                             |